# Кінець канікул
«Кінець канікул» — студентський художньо-музичний короткометражний фільм, відзнятий у 1986 році у Києві як дипломна робота молодим режисером і сценаристом Сергієм Лисенко, студентом Інституту театрального мистецтва імені Карпенка-Карого, згодом відомим українським кінорежисером і телеведучим, який запросив гурт «Кино» до Києва і вперше в Радянському Союзі присвятив і зафільмував знаковий петербурзький рок-гурт та його фронтмена Віктора Цоя. Фільм дав старт акторській кар'єрі Цоя — в кінодебютній короткометражці, в головній ролі, в своєму першому фільмі, Віктор з'являється як співак або гітарист. Також музика цього гурту вперше зазвучала у кінофільмі. Фільм вплинув на подальшу кінокар'єру Віктора, — саме після цієї кінострічки Цоя запросили знятися в культових кінокартинах «Асса» Сєрґєя Соловйова та «Игла» Рашида Нуґманова. Після фільму «Кінець канікул» Віктор Цой з'явиться у документальних, позбавлених єдиного сюжету, нарізках «Йя-хха» та «Рок», у любовній кримінальній драмі «Асса» та у французькій еротичній карикатурній комедії «Секс і перебудова». Фільм «Кінець канікул» визнаний однією з відправних точок кар'єри відомого музиканта Віктора Цоя.
Справжня слава до фільму прийшла після смерті Віктора Цоя — фільм стане надпопулярним, стане культовим серед кіноманів, а пісні з нього перетворяться на справжній гімн 90-х. Плакуча верба на пляжі берега озера, біля якої знімали початкові сцени, отримала назву «дерево Віктора Цоя», стала неофіційним місцем паломництва шанувальників творчості Цоя. 7 лютого 2020 року депутати Київської міської ради надали «дереву Цоя» розташованому в Березняках — понад 60-річній, 18-метровій вербі з трьома стовбурами, кожен з яких діаметром понад півметра, охоронний статус ботанічної пам'ятки, заборонивши будь-яку забудову, вирубку та санітарну обрізку.

## Сюжет
В титрах з'являється інформація, що це Київський державний інститут театрального мистецтва імені І.К. Карпенка-Карого, кафедра кінотелережисури Майстерня професора Т. Левчука та доцентів В.Горпенко і А.Народицького, кафедра операторської майстерності Майстерня С.В. Шахбазяна і Н.П Слуцького. 
У фільмі показано велику піщану місцевість з єдиним зеленим деревом на ній, озеро і трьох чоловіків, які здалеку йдуть по піску в напрямку до глядача, наближаючись немов з житлових багатоповерхівок, які проглядаються далеко позаду них. Увесь час звуковим супроводом звучить мелодія пісні «Кино». 
Знову з'являються титри. Повідомляється наступна інформація: «гурт „Кино“: Віктор Цой, Юрій Каспарян, Георгій Гур'янов, Ігор Тихомиров в фільмі „Кінець канікул“». Далі перераховані інші актори, актриси, і всіх хто працювали над фільмом. 
Після титрів, які повідомляли про гурт, назву фільму, автора пісень, запис музики, звукооператора та список людей, які працювали над фільмом, перші кадри продовжуються, показуючи вербу біля озера і трьох чоловіків, але які вже значно ближче до камери. Це маловідомий тоді Віктор Цой і учасники гурту «Кино» підходять до камери під власну музику. Наблизившись на достатню відстань, чоловіки зупиняються. Цой стоїть біля живого дерева на піску, Гур'янов у центрі, а Каспарян зліва. Тихомиров відсутній. Потім камера показує нічний краєвид міста з його вогнями. 
Після цього камера панорамує штучно освітлені вікна багатоповерхового будинку, опускаючись з верхніх поверхів вниз до входу в будинок, де показано трьох інших людей — двох чоловіків і жінку. Хлопець і дівчина сидять біля входу до будинку на горизонтально вкладеному ящику. Він незграбно грає на гітарі, а вона шепочеться і сміється разом з ним. Віктор Цой сидить поруч на вертикально поставленому ящику, ніби слухає гру хлопця на гітарі, але сам притоптує ногою свій швидкий ритм, хитає під нього головою і про щось думає. Через якийсь час Віктор встає, кидає ящик, на якому сидів, на асфальт, і відеокамера розпочинає показувати виконання ним пісні «Далі буде за нами». Після завершення кліпу герой Цоя стоїть у тій самій позі, що й на початку кліпу, а хлопець і дівчина починають сміятися над його поведінкою. Герой Віктора Цоя йде від них.

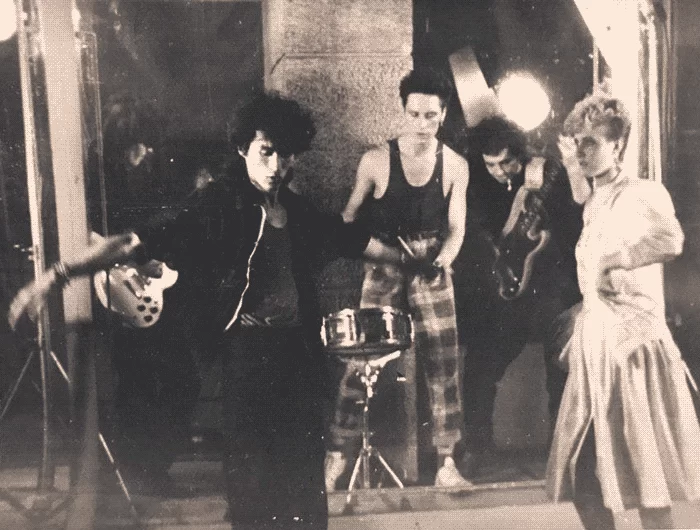
Фотографія зі зйомок сцени, де гурт виконує пісню «Зачини за мною двері, я йду»

Йдучи вулицею, він підходить до вітрини магазину, за якою гурт «Кино» грає мелодію пісні «Зачини за мною двері, я йду», і Віктор починає співати цю пісню. Ближче до кінця кліпу в кадрі з'являється дівчина, яка танцює під виступ гурту поряд з Віктором. Після завершення кліпу виявляється, що герой Віктора Цоя сидить на тротуарі біля будівлі, опустивши голову на складені на колінах руки. Цього разу хлопець і дівчина його втішають.
У наступній сцені герой Цоя зі своєю дівчиною гуляють з дитячим візочком у парку і ведуть приємну розмову, показані моменти  атракціонів і катання на водних лижах. Раптом Віктор помічає, як на піщаному пляжі біля озера зза верби знову з'являються троє чоловіків з попередньої сцени стосовної вітрини магазину. За кадром розпочинається пісня «Раніше твої очі відбивали багаттями». Віктор і дівчина далі розмовляють і продовжують прогулянку з дитячим візочком поряд з житловими багатоповерхівками. Дія переміщується на кухню квартири, де герой Цоя в халаті намагається приготувати чай. Це епізод дружніх посиденьок Цоя з актрисою, яка грала його дружину, і актором, який грав його друга. Хлопець, дівчина і Віктор сидять за обіднім столом і втрьох п'ють чай. Герой фільму знову замислений, мовчазний і зосереджений на чомусь внутрішньому, в той час як хлопець з дівчиною ведуть веселу розмову. За кадром все ще звучить пісня «Раніше твої очі відбивали багаттями». В кадрі знову показується пляж біля озера і верба, але цього разу пляж абсолютно порожній. Зображення переміщується на стійку кафе з пляшками напоїв, та посудом. Герої йдуть пити «Пепсі-колу» в кафе (суто київська історія на території УРСР). Чоловік замовляє три "Пепсі" з льодом. За столиком хлопець кладе гітару поруч себе і розмовляє з дівчиною, в той час як Віктор знову замислений, мовчазний і глибоко занурений у себе. Хлопець з дівчиною захоплено розмовляють одне з одним, в той час як герою Цоя бачиться, що він лежить на операційному столі, де лікарі колупаються в його нутрощах — і тоді Віктор Цой знімає майку, кладе її на стіл, скуйовджує волосся, бере гітару і, оглядаючись назад (в той час також показані моменти атракціонів і катання на водних лижах), прямує до виходу з кафе. В кадрі показано, як троє чоловіків наближаються до камери і йдуть по високій траві через луг повз дерева. Віктор словами «на вулиці сніг» ропочинає виконувати пісню — в кадрі йде кліп «Спробуй заспівати разом зі мною». 

Вхід в затоплений затхлою водою підпільний сталінський тунель на Жуковому острові

В кліпі зображується виступ гурту на вишках, місцинах недобудованих тунелів з застояною в них водою, піщаному пляжі з озером перед житловим будинком і зруйнованими елементами каналу. Кліп завершується, герой Віктора оглядаючись назад, продовжує йти до виходу з кафе і виходить за двері — на сонячне світло з гітарою. Лікарі в операційній знімають маски і показують, що вони є іншими трьома учасниками музичного гурту. В кадрі показується верба, піщаний пляж озера і троє чоловіків на ньому, але вже за озером, а на задньому плані — житлові будинки. Фільм закінчується, і на екрані з'являються титри під саундтрек гурту «Кино», знімальна команда виражає подяку Ленінградському рок-клубу за надану допомогу.

## Творці фільму
У ролях
У фільмі знялися такі актори:
- Віктор Цой — камео
- Георгій Гур'янов — камео
- Юрій Каспарян — камео
- Ігор Тихомиров — камео
- Олексій Ковжун — хлопець
- Світлана Ніколаєва — дівчина

Вони грають роль студентів, які проводять разом останні дні канікул. 
Знімальна група
- Автор сценарію і режисер — Сергій Лисенко (дипломна робота)
- Оператор — Олег Смирнов (дипломна робота)
- Композитор, автор пісень — Віктор Цой
- Директор — Микола Таран
- Запис музики — Олексій Вишня (ЯншиваШела)
- Звукооператор — В. Сегал
- Над фільмом працювали С. Першко, В. Кармінскій, Ж. Шевченко, Р. Альтер, Л. Березовчук, А. Весклярскій, В. Конісевич, В. Бойко, Л. Мінко, О. Костюченко

## Історія
Групу часто запитував про створення фільму, і навіть навідував з цією метою режисер-початківець з Києва. Взимку 1985 року Сергій Лисенко та Роман Альтер їздили в Ленінград до Віктора Цоя щоб налагодити контакт. Через пів року гурт у повному складі вже знімався у фільмі Сергія. Музиканти прилетіли, коли інститут оплатив їм авіаквитки та готель.
Приїхавши до Києва музиканти поселилися в готелі «Славутич» на Русанівці. 21 червня 1986 року у Києві Віктор святкував своє 24-річчя.
Фільм «Кінець канікул» з гуртом «Кино» знімався біля озера Тельбін у Дніпровському районі Києва у липні 1986 року, через кілька тижнів після Чорнобильської катастрофи. Студентська операторська робота виконувалася Олегом Смирновим. Хоча робота була студентським проектом, вона була знята на професійне обладнання.
Кіноавангардна короткометражка «Кінець канікул» більше схожа на сучасний музичний кліп, що виходить далеко за рамки тогочасного комуністичного кінематографа — фільм став першим музичним кліпом Української РСР часів перебудови. Фільм фактично являє собою об'єднані єдиним сюжетом чотири відеокліпи на пісні гурту «Кино». У своїй короткометражці 21 річний Сергій Лисенко, який знімав тоді ще маловідомий гурт «Кино», розповідає історію юнака, який мріє писати музику і після довгих вагань таки вирушає на зустріч за здійсненням своєї мрії. У фільмі Цой здебільшого зіграв самого себе — людину, яка хоче грати музику і бути почутою, а також це історія про молодого музиканта, який співає свої пісні, але його не розуміють навіть друзі, і навіть багато хто вважає їх дивними і смішними. Тогочасний рок був надзвичайно соціально заангажованим, а демонстративний бунт був емоційним виплеском енергії, яка штучно придушувалася владою протягом багатьох років. Одночасно з проголошенням основних доктрин перебудови, гласності та демократизації суспільного життя, відбулася швидка легалізація рок-музики, яка раніше була заборонена в Радянському Союзі, а Ленінградський рок-клуб, який існував з початку 1980-х років, був взірцем для всіх. Колишнє життя  (підпільної) 
андеграундної творчої спільноти, таким чином, визначалося як канікули перед новим офіційним життям, яке почалося в 1986 році. Сама назва «Кінець канікул» в тому, що час відпочинку, розваг і проведення часу з родиною чи близькими добігає кінця, що закінчується досить тривала перерва від обов'язкових завдань і попереду новий навчальний рік — той самий початок, коли замкнуте цензурою життя вийшло з підпілля, стало видимим громадськості та зустрілося зі світовими тенденціями contemporary art. Рок у Радянському Союзі виявився потужною антитезою домінуючій офіційній естраді з її державною підтримкою та затхлими художніми радами. Про Віктора тоді мало хто знав, але вже за два роки гурт збиратиме стадіони. Саме в період 1986-1988 років Віктор Цой і група «Кино» записали свій найвідоміший альбом «Група Крові», який стане оплотом громадянської відповідальності та протесту проти ситуації, що склалася, не тільки в самому суспільстві, але в кожного індивіда, який в кінцевому підсумку і утворює це суспільство. Віктор стане кумиром радянської молоді.

«Дерево Цоя» на озері Тельбін, Київ
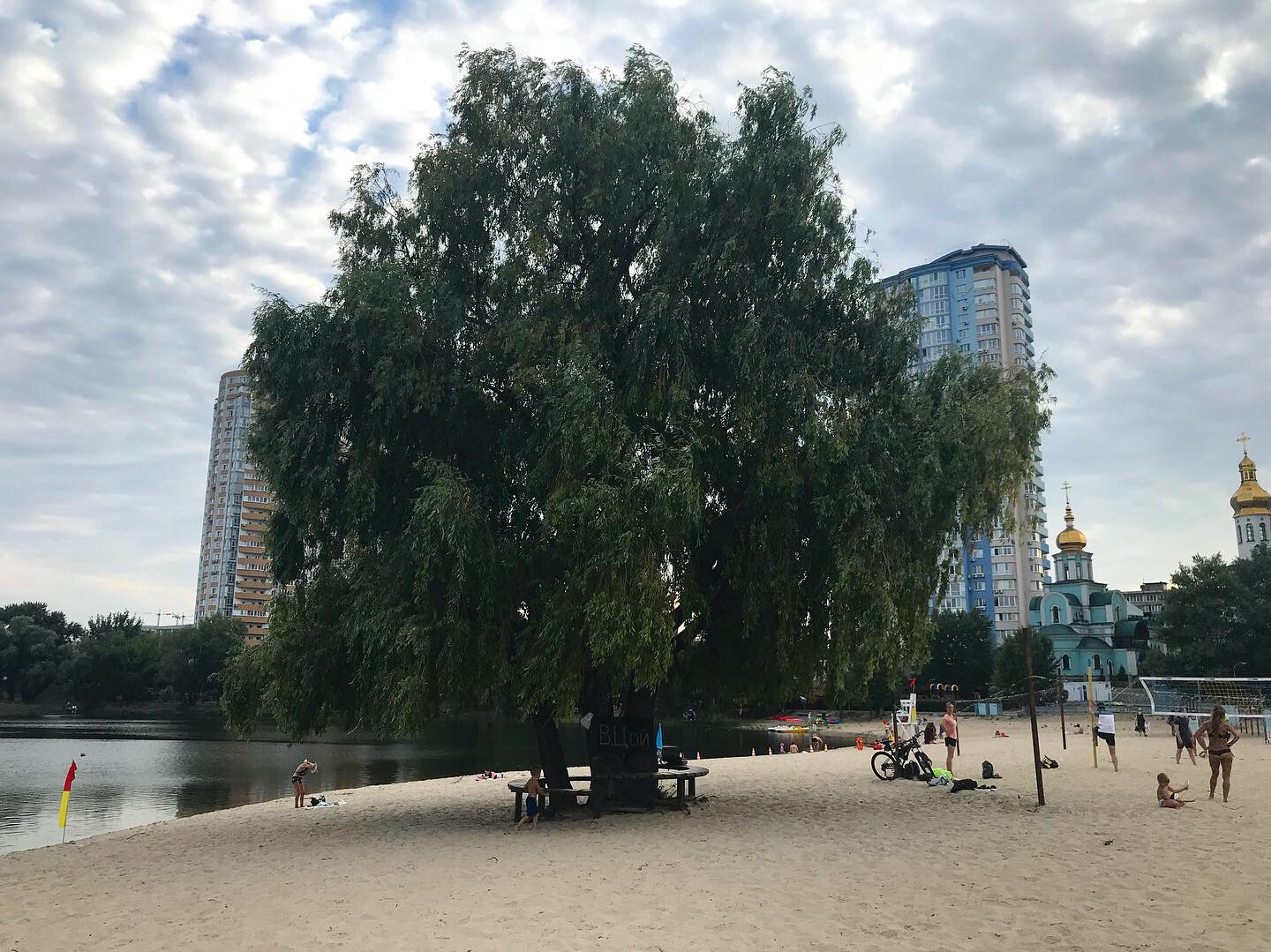
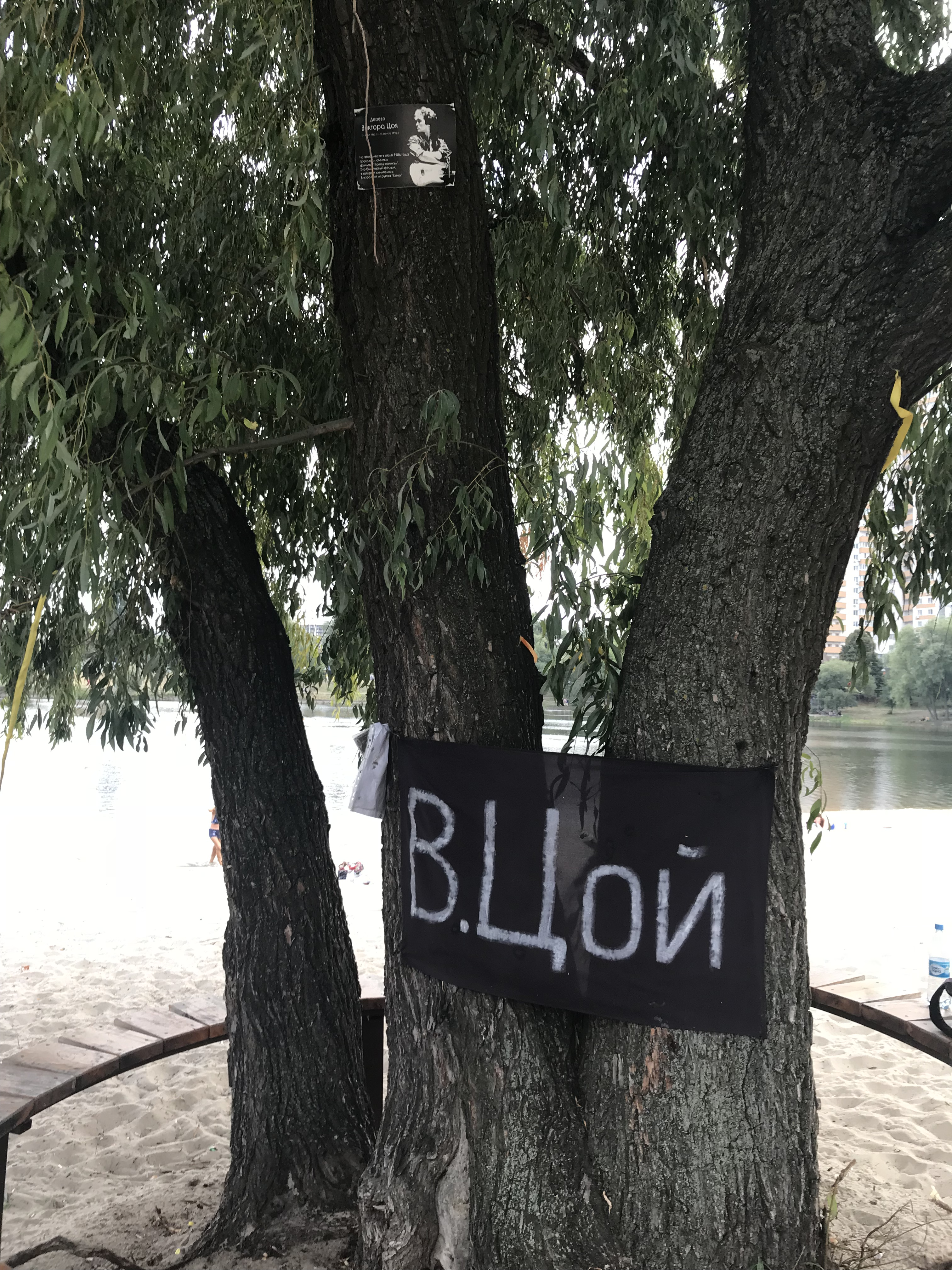
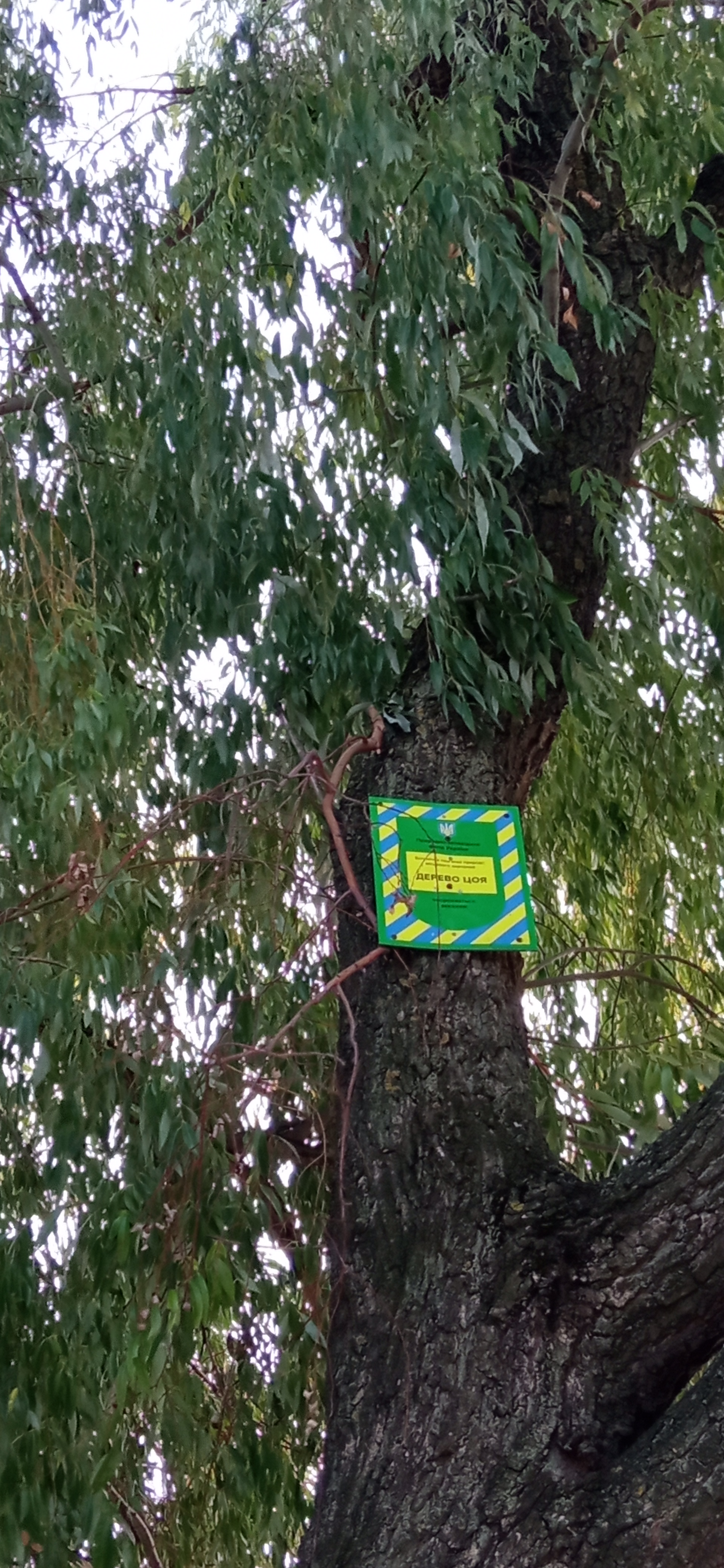
На «Дереві Цоя», яке не так давно отримало статус ботанічної пам'ятки природи, встановили охоронний знак.
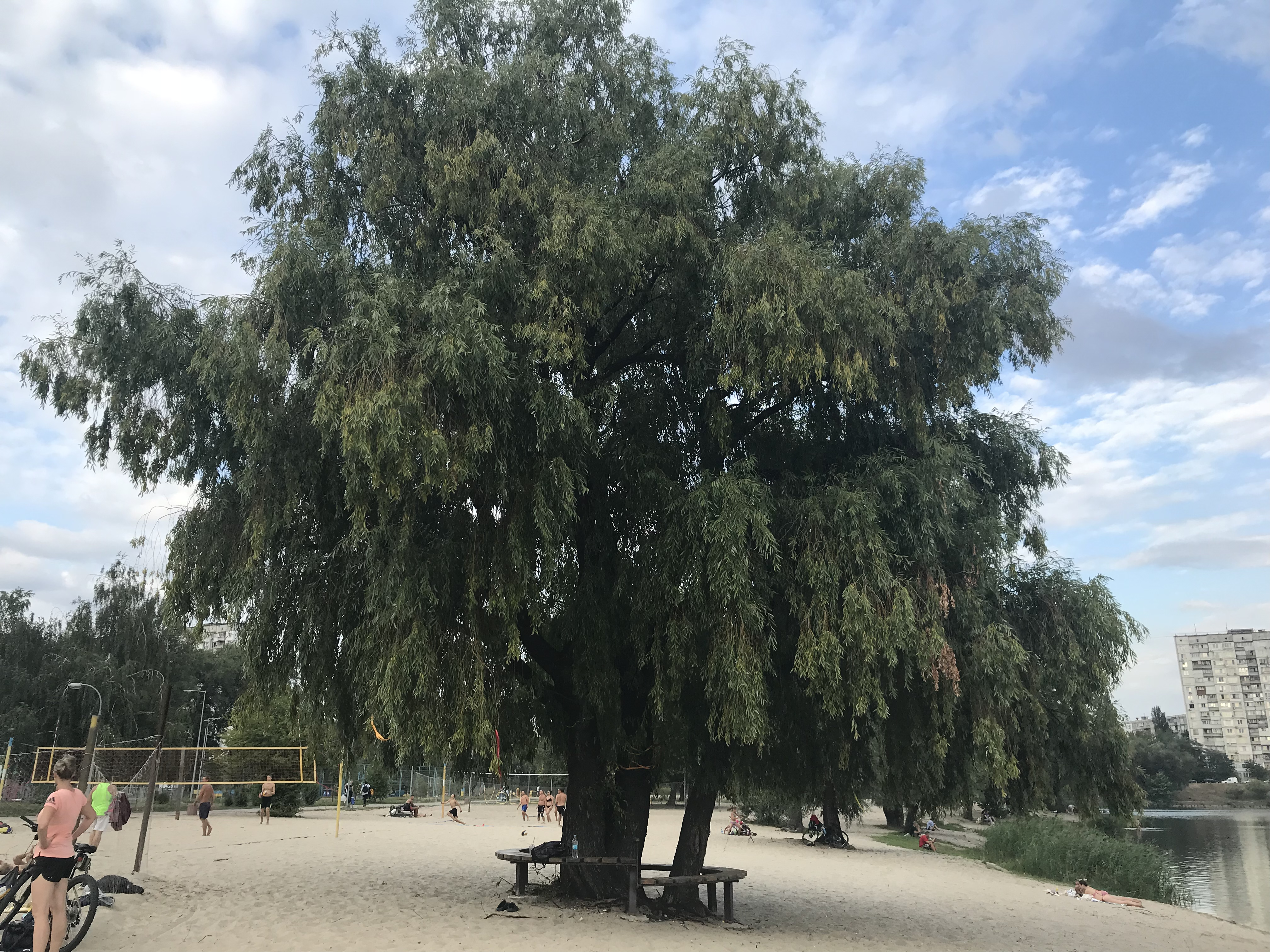
Для мешканців Березняків та гостей району «дерево Цоя», що росте на березі озера Тельбін у Дніпровському районі, є не просто зеленим насадженням, а пам'яткою та історичним надбанням.[18] Охоронний статус передбачає заборону на будь-яку забудову, вирубки і навіть санітарну обрізку.[18] Протягом кількох років після загибелі Цоя шанувальники приносили до дерева квіти.

У короткометражці показано київське озеро Тельбін на Русанівці, атракціони в парку розваг «Гідропарк» та  недобудовані сталінські тунелі під Дніпром, а кадри кухні знімалися на Виставці досягнень народного господарства в павільйоні, який зображував ідеальну кухню радянської людини, інші частини — в магазині музичних інструментів «Будинок музики» на Либідській вулиці та в павільйонах «Укртелефільму» на Лівобережці, на даху технікуму зв`язку на фоні ботанічного саду ім. академіка О.В. Фоміна (немов ігноруючи функцію транслятора ідеологічно просіяної інформації), кілька ключових сцен було знято у спальному районі Києва біля невеликого озера. Дерево яким починається і закінчується фільм, потрапило на очі Сергію Лисенко випадково, і Цой не брав участі у його виборі. Зйомки тривали два тижні. (за іншою інформацією, — біля трьох тижнів; півтора місяця.) Після зйомок кліпів музиканти «Кино» повернулися додому літаком, а Віктор залишився, щоб дозняти деякі епізоди. На балконі готелю «Славутич» Віктор напише пісню «Спокійна ніч» (з десятого поверху готелю відкривався прекрасний вид на місто), і потім теж повернеться в Ленінград, влаштується кочегаром в котельню «Камчатка», а восени приступить до зйомок у фільмі «Асса».
Цей перший перебудовний фільм змонтований з кліпів в Радянській Україні, був знятий за державний кошт — виробництво обійшлося бюджету республіки у 20 тисяч радянських карбованців, що еквівалентно ціні двох автомобілів (за іншими даними, 25 тисяч радянських рублів, що було еквівалентно ціні двох автомобілів "Волга" і ще одного автомобіля "Жигулі" на додачу).
Майстерню, де навчався Лисенко, очолював класик українського радянського кіно Тимофій Левчук, автор «Думи про Ковпака» і беззмінний керівник — перший секретар Спілки кінематографістів УРСР.
Фільм був забракований екзаменаційною комісією ще до запису, бо довговолосий кореєць у чорному зі своїми бунтарськими піснями мало чим був схожий на тодішню правильну молодь. Сергій Лисенко переконував кіночиновників, що з Москвою все узгоджено і талановитих хлопців можна фільмувати. За іншою інформацією, коли фільм був закінчений, і коли його побачило керівництво інституту, стало відомо, що фільм не може бути прийнятий як диплом для Сергія Лисенка, і не може бути показаний як дипломна робота. І у Сергія було кілька варіантів: перемонтувати фільм так, щоб наприкінці зняти комсомольські збори, де всім діям Віктора Цоя і групи «Кино» була б дана належна оцінка, а Цой пообіцяв би виправитися і більше ніколи не грати таку музику, і навіть наприкінці у Сергія виникла ідея зняти певний апофеоз, коли група «Кино» виконує пісню «Малинівка», що було б ще більш патріотично. Інший варіант, який був у Сергія, — надати всьому фільму певного політичного забарвлення — оскільки тема «Зоряних війн» тоді була популярною, і у Сергія була певна завуальована пропозиція спрямувати всі ці пісні на «Зоряні війни», а основна лінія фільму була б така, що «рок-н-рол, як ви знаєте, є породженням американського імперіалізму, тому ми повинні були відповісти вашою мовою, тобто імперіалістичним рок-н-ролом». Фільм загрожував тодішньому студенту виключенням. Ректор назвав музикантів “фашистами” і плівку збиралися знищити. Фільм було наказано змити з плівки, але ті, хто це робив, пошкодували, змили іншу плівку, а фільм передали Сергію, оскільки після процесу змивання вже не було можливості перевірити. За іншою інформацією, в ці дні після Чорнобильської катастрофи чиновникам було не до дипломних фільмів, і Лисенко стрічку зняв, правда її поклали на полицю. 
Згодом, у 1987 році, Роман Альтер і Сергій Лисенко поїхали з цим фільмом до Москви, де при Спілці кінематографістів була організована так звана Конфліктна комісія, яка розглядала саме такі випадки — коли фільм кладуть на полицю або забороняють, показали його, і там фільм був дуже добре сприйнятий, всі заборони були зняті, фільм був повністю реабілітований, і багато людей відкрили для себе Цоя вперше. Режисер і музикант зустрілися ще раз після зйомок, але поговорити не встигли, а невдовзі прийшла звістка про смерть Віктора Цоя. На річницю загибелі Віктора Цоя Сергій Лисенко презентував фільм «Кінець канікул» в Ленінграді.
Київський режисер Сергій Лисенко показував цей фільм по різних кінотеатрах, бібліотеках і навіть заводах по всьому пострадянському просторі. На перегляди стрічки збиралися сотні людей. Невідомо, чи бачив цей фільм Віктор Цой, хоча Наталія Разлогова говорила, що це найкращий фільм за участю Цоя.
У 2019 році перший показ цього фільму відбувся в Чехії на Міжнародному кінофестивалі в Їглаві де в рамках програми «Конференція фасцинацій» (Conference Fascinations) відбулася безпрецедентна ретроспектива українського радянського експериментального кіно 1960—1980-х.